# الأسباب الخمسة
الأسباب الخمسة (بالإنجليزية: Five whys) هي تقنية تستخدم في تحليل السبب الجذري حيث يتم إعادة تعريف بيان مشكلة ما على شكل سلسلة من الأسباب والعيوب لتحديد مصدر الأعراض وذلك بطرح السؤال «لماذا؟»، من الناحية المثالية خمس مرات.
الأسباب الخمسة جزء من منهجيات المعايير الستة.

## مثال
مثال على طريقة لحل المشاكل باستخدام خمس أسئلة تبدأ بلماذا كما هو موضح في أتى:
المشكلة الأساسية: «لا يمكن تشغيل محرك السيارة»
1. لماذا؟ - لأن بطارية السيارة فارغة.
2. لماذا؟ - لأن المولد كهربائي لا يشحن البطارية.
3. لماذا؟ - لأن حزام المولد الكهربائي قد انقطع.
4. لماذا؟ - لأن الحزام تجاوز العمر الافتراضي ولم يتم استبداله.
5. لماذا؟ - لأن لم يتم صيانة السيارة وفقًا للجدول الموصى به.

إذاً السبب الجذري (الأساسي) هو: عدم الالتزام بالصيانة الدورية الموصى بها كانت السبب في توقف السيارة عن العمل

## التاريخ
تم تطوير واعتماد تقنية الأسباب الخمسة من قبل ساكيشي تويودا في منهجيات التصنيع لشركة تويوتا للسيارات. كما يعتبر عنصر هام في التدريب على حل المشكلات ويتم تقديمه كجزء من نظام تويوتا الإنتاجي[بحاجة لمصدر].

## وصلات خارجية
- طريقة «الخمس لماذا؟» .. أفضل وسيلة لمعرفة الأسباب الحقيقة وراء مشاكلك